# Adriaan Beukes
Adriaan Beukes (ur. 14 lipca 1994) – botswański lekkoatleta specjalizujący się w rzucie oszczepem. 
W 2011 zajął czwarte miejsce na mistrzostwach Afryki juniorów oraz odpadł w eliminacjach mistrzostw świata juniorów młodszych. Nie udało mu się awansować do finału mistrzostw świata juniorów w Barcelonie (2012).
Wielokrotny rekordzista kraju, złoty medalista mistrzostw Botswany. 
Rekord życiowy: 80,40 (31 maja 2015, Gaborone) – rezultat ten jest aktualnym rekordem Botswany.

## Osiągnięcia
| Rok  | Impreza                               | Miejsce         | Pozycja           | Wynik |
| ---- | ------------------------------------- | --------------- | ----------------- | ----- |
| 2011 | Mistrzostwa Afryki juniorów           | Gaborone        | 4. miejsce        | 63,92 |
| 2011 | Mistrzostwa świata juniorów młodszych | Lille Metropole | el. – 31. miejsce | 59,31 |
| 2012 | Mistrzostwa świata juniorów           | Barcelona       | el. – 32. miejsce | 64,58 |
| 2013 | Uniwersjada                           | Kazań           | el. – 18. miejsce | 68,23 |
| 2015 | Igrzyska afrykańskie                  | Brazzaville     | 5. miejsce        | 76,16 |